# NoGoD団長のオールナイトニッポン0(ZERO)
『NoGoD団長のオールナイトニッポン0(ZERO)』（ノーゴッドだんちょうのオールナイトニッポンゼロ）は、ニッポン放送の深夜番組「オールナイトニッポン0(ZERO)」で、ヴィジュアル系ロックバンド「NoGoD」のボーカルである団長がパーソナリティを担当する2013年4月1日から放送開始のラジオ番組。2014年3月24日の放送をもって終了。

## 概要
2013年3月8日にパーソナリティになることが発表され、その中で、NoGoDの団長は「時代が私を追い越して早数十年……。遂に一回りして時代が俺に追いついた的な!?まさかのまさか！この私がANNのパーソナリティーになる日が来るとは！この私がやるからには、爪痕、いや伝説を残しちゃうよ！頼むから月曜の3時から5時の間の提供の企業さん、見捨てないでね!!(^ω^)」と抱負を述べている。

## 放送時間
毎週月曜日 27:00 - 29:00（日本標準時火曜日未明3:00 - 5:00、2013年4月1日 - ）

## コーナー

### レギュラーコーナー
- 今日のご尊顔

第1回-
番組の様子はNOTTVでも映像と同時生放送されているので、団長にやってもらいたいメイクをリスナーから募集する。応募方法はホームページに掲載されている画像をダウンロードして、直接描き込むか、オリジナルの画像で送ってもらう。
- テレホンナンバー・ワンワンワン

第14回-
このコーナーは、女性限定で、電話で団長が直接、寂しさをなぐさめるもので、団長に悩み相談をしたい方は電話番号を添えて、メールを送ってきてもらう。
コンセプトとしては「リスナーの悩み相談」を掲げていたものの、いつの間にか「男性リスナーが女性に言ってもらいたい言葉を言わせる」コーナーに変遷。そのため第26回よりタイトルを「テレホンナンバー・ワンワンワン・ツー」に改め、開き直る意味で後者のコンセプトを前面に押し出したコーナーにリニューアルした。
その後第33回よりタイトルを元に戻し、男女問わず「リスナーが団長に物申す」コーナーに変更となった。
- 妄想バンド天国

第23回-
様々なバンドのアーティストたちを組み合わせ、夢のオリジナルバンドを妄想するコーナー。
- 僕らの観察日記

第25回-
身の回りで起こった事を団長に報告するコーナー。
- Dancho's Ranking Top3！

第44回、第46回-
リスナーから寄せられた質問をもとに、団長が勝手にランキングを決めるコーナー。
元々は第44回放送時のメールテーマだったが、その後第46回よりレギュラー化した。

### 準レギュラーコーナー
- NoGoD 信じる者は救われる!?

第1回-
「今も悔やむ、あの行動。あの時、別の選択をしていたら、今の私はどうなっていただろう?」というエピソードをリスナーには送ってもらう。
- 団長 十八番

第1回-
NoGoD団長は新興宗教楽団の団長であるので、スゴイはずだが、具体的に何がスゴイのかわからないので、このコーナーでは、団長の得意技を披露していく。また、リスナーには「これ得意技にしてよ」っていうリクエストも募集する。
- 今日の総括　「BITTERSWEET SAMBA・Vロックバージョン」に乗せて

第1回-
今日の総括をBITTERSWEET SAMBA・Vロックバージョンに乗せて、団長が歌う。リスナーから歌詞が届いたが、これはアドリブである。
- NoGoD団長のこの人を見よ！

第3回-
団長の敬愛する音楽を紹介する。
- プレイバック・パート12　「死語の世界」

第5回、第8回-
昭和の時代に使われていて、今は死んでしまった言葉をみんなで思い出して観賞に浸ろう！というテーマで送る。
- 世界のヘビーメタルから

第7回-
不定期開催のコーナー。最高のネットワーク技術を駆使して、まだまだ知られていないヘビーメタルを紹介する。
- オカルト夜話444！

第14回-
夜も深まっているこの時間に、リスナーから送られた神秘体験、不思議体験を共有する企画。

### 終了したコーナー
- NoGoD 隠語集

第1回-第4回
NoGoDは新興宗教楽団であるので、リスナーには秘密結社らしく、信者にしかわからない秘密の言葉、いわゆる、隠語を作ってもらう。

## ゲスト及びその他の出演者
| 放送回 | 出演日    | ゲスト                                                              | 内容 |
| ------ | --------- | ------------------------------------------------------------------- | --- |
| #02～  | 4月10日～ | 鬼龍院翔（ゴールデンボンバー）                                      | 前番組でパーソナリティーを務めている関係で、毎週番組冒頭にのみ顔を出すのが恒例となっている。 |
| #02    | 4月10日   | 鬼龍院翔（ゴールデンボンバー） 吉田尚記（ニッポン放送アナウンサー） | 放送2回目にして団長がスタジオに来られないという状況になり、急きょ代役パーソナリティーとしてこの2人が呼ばれた。 団長は当日、Skypeで滞在先から参加。 |
| #03    | 4月17日   | 吉田尚記（ニッポン放送アナウンサー）                                | 2回目の出演。 前回の不始末について団長に活を入れに来て、そのまま何故かボクシングのミット打ちを始める。 |
| #06    | 5月6日    | Kyrie（NoGoD）                                                      | 当日がツアーの最終公演であったこともあり、そのノリで急遽ゲスト出演。 NoGoDの曲の生演奏も披露。 |
| #08    | 5月20日   | ピエール中野（凛として時雨）                                        | 団長と同じく埼玉出身のバンドマンということで急遽出演。しかし酔っていたため、ゲストながら出演時間はわずか5分で終了。 |
| #09    | 5月27日   | ポルノグラフィティ                                                  | 前番組に代役として出演した関係で、番組冒頭にのみ出演。 |
| #11    | 6月11日   | ピエール中野（凛として時雨）                                        | 2回目の出演。 前回と異なり、今回は事前にオファーをしていたため、フルタイムで出演。 団長と共に「さいたまの歌」のレコーディングを行い、またご当地クイズで団長に勝利している。 |
| #12    | 6月18日   | ピクピクン（漫画家）                                                | 団長と予てより親交があり、出演。 終始卑猥な単語が飛び交う史上最低の回となった。 |
| #20    | 8月12日   | ピエール中野（凛として時雨）                                        | 3回目の出演。 番組サイドが団長への刺客として勝手にオファーして、生放送中に乱入。 リスナーの話をネタにどちらが面白く話せるかという勝負を行い、勝った方がこの番組のメインパーソナリティーになる権利をもらえる。 結果はピエール中野の勝利に終わったが、彼はスケジュールの都合で番組に参加できず、あとには敗北した団長だけが残された。 |
| #22    | 8月26日   | プー・ルイ、ヒラノノゾミ（BiS）                                     | 共演する条件であった体重65㎏以下のダイエットに失敗したため、スタジオにはBiSの2人のみが入り、団長は別室で生演奏を披露。 |
| #24    | 9月9日    | miwa                                                                | 前番組に代役として出演した関係で、番組冒頭にのみ出演。 |
| #29    | 10月21日  | 一聖、優（BugLug）                                                  | スペシャルウィークのゲストとして出演。 |
| #30    | 10月28日  | 坂東亀三郎                                                          | 本人もヴィジュアル系が大好きという事で、元祖白塗り系としてゲスト出演。 |
| #30    | 10月28日  | 真矢（LUNA SEA)                                                     | インタビューという形で放送。 |
| #32    | 11月4日   | ピエール中野（凛として時雨）                                        | 4回目の出演。 NoGoDが当日広島でライブを行い、団長が東京のスタジオに戻ってこれなかったため、中野がピンチヒッターとしてパーソナリティーを務める。 団長は滞在中の大阪からSkypeで参加。 |
| #33    | 11月11日  | ピクピクン（漫画家）                                                | 2回目の出演。 団長がリスナーにアポなしで生電話をかけるという企画で最後に登場。 |
| #36    | 12月2日   | みつ吉（東海ラジオ放送プロデューサー）                              | NoGoDの冠ラジオ番組を担当している関係で出演。 |
| #36    | 12月2日   | 華凛（NoGoD)                                                        | 団長曰く「ラジオに一番出しちゃいけない人」だが、この度ゲストとして出演。 |
| #37    | 12月9日   | ANCHANG（SEX MACHINEGUNS） 冠徹弥（THE冠）                          | 2013年最後のスペシャルウィークとして「HR/HM界頂上決戦！シャウトサミット！」なる企画を行うためゲストで呼ばれる。 団長と共にシャウトを披露し、また団長への手紙も朗読した。 |
| #43    | 1月21日   | 林下清志                                                            | 急遽スタジオに登場しゲスト出演。 |
| #44    | 1月28日   | aiko                                                                | 前番組にゲストとして来ていた流れで、番組冒頭に鬼龍院と共に登場。 |
| #46    | 2月18日   | ギルド                                                              | 前番組にゲストとして来ていた流れで、番組冒頭に鬼龍院と共に登場。 |
| #46    | 2月18日   | 庄村聡泰(［Champagne］) Bunta(TOTALFAT)                             | スペシャルウィークのゲストとして登場。団長と同い年という関係で呼ばれ、三十路トークに花を咲かせた。 |
| #47    | 2月25日   | 村田智史(真空ホロウ)                                                | 団長と同い年であり、またNoGoDと真空ホロウが対バンを行う関係で出演。 |

## テーマ曲
- エンディングテーマ：BITTERSWEET SAMBA・Vロックバージョン